# Ginnastica acrobatica ai Giochi mondiali 2022 - Gruppo maschile
La gara del gruppo maschile di ginnastica acrobatica ai Giochi mondiali 2022 si è svolta il 17 luglio 2022 a Birmingham.

## Risultati

### Qualificazioni
| Rank | Squadra                                                           | Nazione | Balance | Dynamic | Totale | Note |
| ---- | ----------------------------------------------------------------- | ------- | ------- | ------- | ------ | ---- |
| 1    | Bradley Gold, Archie Goonesekera, Finlay Gray, Andrew Morris-Hunt | GBR     | 29.320  | 28.140  | 57.460 | Q    |
| 2    | Hen Banuz, Lior Borodin, Amir Daus, Tomer Offir                   | ISR     | 28.060  | 28.300  | 56.360 | Q    |
| 3    | Simon De Wever, Jonas Raus, Viktor Vermeire, Wannes Vlaeminck     | BEL     | 28.290  | 27.900  | 56.190 | Q    |
| 4    | Stanislav Kukurudz, Yurii Push, Yuriy Savka, Taras Yarush         | UKR     | 27.980  | 27.390  | 55.370 | Q    |
| 5    | Danny Koedel, Ben Koedel, Vincent Kuehne, Tom Maedler             | GER     | 27.060  | 27.370  | 54.430 | R1   |

### Finale
| Rank | Squadra                                                           | Nazione | Difficoltà | Esecuzione | Artistico | Totale | Note |
| ---- | ----------------------------------------------------------------- | ------- | ---------- | ---------- | --------- | ------ | ---- |
| 1    | Bradley Gold, Archie Goonesekera, Finlay Gray, Andrew Morris-Hunt | GBR     | 2.940      | 9.050      | 17.900    | 29.890 |      |
| 2    | Simon De Wever, Jonas Raus, Viktor Vermeire, Wannes Vlaeminck     | BEL     | 2.710      | 9.050      | 17.600    | 29.360 |      |
| 3    | Stanislav Kukurudz, Yurii Push, Yuriy Savka, Taras Yarush         | UKR     | 2.460      | 8.750      | 17.200    | 28.410 |      |
| 4    | Hen Banuz, Lior Borodin, Amir Daus, Tomer Offir                   | ISR     | 1.930      | 9.050      | 17.200    | 28.180 |      |